# 益田武尚
益田 武尚（ますだ たけひさ、1998年10月6日 - ）は、福岡県飯塚市出身のプロ野球選手（投手）。右投右打。広島東洋カープ所属。

## 経歴

### プロ入り前
小学校4年から飯塚ビーバーズで軟式野球を始め、中学校2年生の時に投手に転向した。福岡県立嘉穂高校では1年生からベンチ入りし、3年春の県大会4回戦が最高成績。
北九州市立大学では2年春から九州六大学のリーグ戦に登板し、4年秋には5勝を挙げ6期ぶり7度目の優勝に貢献して初のMVPを獲得した。
卒業後の進路はプロ入りを希望したが指名から漏れ、大学卒業後は東京ガスに入社する。1年目に都市対抗野球大会で優勝、2年目では準優勝に貢献し敢闘選手に贈られる久慈賞を受賞した。
2022年10月20日に行われたドラフト会議では、広島東洋カープから3位指名を受け、11月15日に契約金5000万円、年俸1100万円（金額は推定）で入団に合意した。背番号は26。

### 広島時代
2023年は8月10日に一軍初昇格を果たし、その日のヤクルト戦の4回7点ビハインドの場面でプロ初登板。初登板では村上宗隆やドミンゴ・サンタナから空振り三振を奪うなど、2回無安打4奪三振無失点に抑えた。9月7日のDeNA戦で延長11回に登板し、無安打無失点に抑えてプロ初勝利を挙げた。9月16日の阪神戦でシェルドン・ノイジーに本塁打を打たれ、プロ初失点となった。最終的に8登板で1勝0敗、防御率1.64の成績でシーズンを終え、オフに100万円増の1200万円で更改した。
2024年はオープン戦開幕投手（2月23日対中日戦・北谷）に抜擢される。その後新井貴浩監督より中継ぎ起用を伝えられ、自身初の開幕一軍入り。10試合に登板し3ホールドを記録するも調子を落とし、5月1日に一軍登録抹消。再昇格する事なくシーズンを終えた。

## 選手としての特徴
直球の最速は155km/h。持ち球はカーブ、スライダー、カットボール、ツーシーム、チェンジアップ、スプリットなど。
高めコースの直球の強さを持ち味としている。
広島入団時の投球フォームはオーバースローであったが、プロ1年目の秋季キャンプで黒田博樹球団アドバイザーから右腕の位置を下げる提案を受け、スリークォーターにフォームを変更し、その後はさらに腕を下げてサイドスローで投球している。

## 人物・エピソード
愛称は「まっすー」、「たけひー」。
父・和毅は嘉穂東高校で野球部監督を務め、立命館大学時代は古田敦也とバッテリーを組んでいた。
尊敬する選手は、大学の先輩である中田賢一。

## 詳細情報

### 年度別投手成績
| 年 度     | 球 団     | 登 板 | 先 発 | 完 投 | 完 封 | 無 四 球 | 勝 利 | 敗 戦 | セ 丨 ブ | ホ 丨 ル ド | 勝 率 | 打 者 | 投 球 回 | 被 安 打 | 被 本 塁 打 | 与 四 球 | 敬 遠 | 与 死 球 | 奪 三 振 | 暴 投 | ボ 丨 ク | 失 点 | 自 責 点 | 防 御 率 | W H I P |
| --------- | --------- | ----- | ----- | ----- | ----- | -------- | ----- | ----- | -------- | ----------- | ----- | ----- | -------- | -------- | ----------- | -------- | ----- | -------- | -------- | ----- | -------- | ----- | -------- | -------- | ------- |
| 2023      | 広島      | 8     | 0     | 0     | 0     | 0        | 1     | 0     | 0        | 0           | 1.000 | 43    | 11.0     | 8        | 1           | 3        | 0     | 0        | 12       | 1     | 0        | 2     | 2        | 1.64     | 1.00    |
| 2024      | 広島      | 10    | 0     | 0     | 0     | 0        | 0     | 0     | 0        | 3           | ----  | 45    | 8.1      | 12       | 2           | 6        | 0     | 2        | 9        | 0     | 0        | 6     | 6        | 6.48     | 2.16    |
| 通算：2年 | 通算：2年 | 18    | 0     | 0     | 0     | 0        | 1     | 0     | 0        | 3           | 1.000 | 88    | 19.1     | 20       | 3           | 9        | 0     | 2        | 21       | 1     | 0        | 8     | 8        | 3.72     | 1.50    |

- 2024年度シーズン終了時

### 年度別守備成績
| 年 度 | 球 団 | 投手  | 投手  | 投手  | 投手  | 投手  | 投手     |
| 年 度 | 球 団 | 試 合 | 刺 殺 | 補 殺 | 失 策 | 併 殺 | 守 備 率 |
| ----- | ----- | ----- | ----- | ----- | ----- | ----- | -------- |
| 2023  | 広島  | 8     | 1     | 2     | 0     | 0     | 1.000    |
| 2024  | 広島  | 10    | 0     | 1     | 0     | 0     | 1.000    |
| 通算  | 通算  | 18    | 1     | 3     | 0     | 0     | 1.000    |

- 2024年度シーズン終了時

### 記録
初記録
投手記録
- 初登板：2023年8月10日、対東京ヤクルトスワローズ18回戦（明治神宮野球場）、4回裏に2番手で救援登板、2回無失点
- 初奪三振：同上、4回裏に村上宗隆から空振り三振
- 初勝利：2023年9月6日、対横浜DeNAベイスターズ23回戦（MAZDA Zoom-Zoom スタジアム広島）、11回表に7番手で救援登板・完了、1回無失点[21]
- 初ホールド：2024年3月31日、対横浜DeNAベイスターズ3回戦（横浜スタジアム）、6回裏に2番手で救援登板、1回無失点

### 背番号
- 26（2023年 - ）